# Nassarius rhinetes
Nassarius rhinetes är en snäckart som beskrevs av S. S. Berry 1953. Nassarius rhinetes ingår i släktet nätsnäckor, och familjen Nassariidae. Inga underarter finns listade i Catalogue of Life.